# Třicet let na zlatém severu
Třicet let na zlatém severu je autobiografická kniha a zároveň cestopis, kterou podle vyprávění českého polárníka Jana Eskyma Welzla zpracovali Edvard Valenta a Bedřich Golombek. Welzl v ní popisuje svou cestu po severních ruských pustinách. Vyšla poprvé v nakladatelství František Borový roku 1936.

## Děj
Kniha popisuje Welzlovu dobrodružnou cestu  roce 1893 z Irkutsku na vytoužený sever a jeho dlouholetý pobyt na Sibiři.
K cestě po souši si zakoupil malého koníka. Během cesty poznával nejrůznější kmeny, jejichž životní styl mu bral dech (nekoupou se, ženy nejsou věrné svým manželům). Welzl ale všem svodům odolal a pokračoval na sever. Během své cesty musel se svým koníkem přeplouvat řeky na voru. Jakmile dorazil do oblastí tundry, musel se s koníkem rozloučit, protože na rozlehlých severních tundrách by se nedokázal živit lišejníky. Jako nová tažná zvířata si pořídil soby.
S velrybáři se přeplavil na Novou Sibiř. Zde Welzl našel nový domov, novou práci, nový způsob života a poznával nové lidi. Na severu se zprvu živil svým zámečnickým řemeslem, později se z něj stal obchodník. Dobře si zařídil i své ubytování v jeskyni.
Poté Welzl učinil „výlet“ do Spojených států. Na Aljašce obdržel přezdívku „Bear Eater“, když sám snědl celého medvěda. Později se jeho přezdívka změnila na „Arctic Bismarck“. Když se Welzl vrátil opět na ruský sever, stal se velkoobchodníkem. Poznával také zvyky Eskymáků: Eskymáci se koupou jednou v životě, a to po narození. Děvčata jsou velmi zneužívána, v 8 letech mívají první potomky a ňadra se jim plní mlékem už po celý život. Jejich úkol je vařit od rána do večera (na severu neznají pojmy večeře či oběd, jedí, kdy je napadne). Jsou dobrými švadlenami a dožívají se 20–28 let. Chlapci jsou bráváni na lov, dožívají se 45 let.
Řeč a nářečí v jednotlivých místech severu se lišila a Welzl si osvojil severní jazyky na úrovni běžné komunikace. Setkával se také se zlatokopy.
Welzl později odkoupil se svými přáteli velkou loď od zkrachovaného námořníka a pojmenoval ji Laura. Po čase se také stal vlastníkem psí smečky, v níž byla asi 1 800 psů. Setkal se s Malemute Kidem, který se celý svůj život zabýval křížením psů. Welzl posléze zavedl Polární poštu, kde psí spřežení mohlo činit i 350 psů, aby náklad utáhli.
Welzl se také údajně uplatňoval jako lékař. Když neúspěšně vytrhl svému příteli zub, ten se ale bolestí zastřelil. Proti zubním kurdějím pomáhal benzínem či bramborovou kaší. Popsal i případy omrzlin, které postihují mnoho lidí v polárních oblastech, někdo přijde o nohu, někdo o nos. Dále Welzl popsal případy krádeží a jak bylo se zlodějem po dopadení nakládáno (oběšení, „sebevražda“, či nejhorší trest – upálení).
Ke konci knihy se Welzl údajně stal náčelníkem Nové Sibiře, začal pronikat do světa formalit a svou funkci si velmi užíval.